# Хилон (проконсул)
Хилон (лат. Chilo) — римский политический деятель второй половины IV века.
До 368 года Хилон занимал должность викария, однако диоцез, который он возглавлял, неизвестен. По сообщению римского историка Аммиана Марцеллина, в 368 году Хилон и его жена Максима пожаловались префекту города Рима Олибрию на то, что их пытались околдовать и добился того, что те, кого они подозревали, были немедленно схвачены и посажены в тюрьму. В 375 году Хилон находился на посту проконсула Африки.